# إيملي نيلسون
إيملي نيلسون (بالإنجليزية: Emily Nelson) هي دراجة بريطانية، ولدت في 10 نوفمبر 1996 في ليتشفيلد في المملكة المتحدة.

## وصلات خارجية
- إيملي نيلسون على موقع الاتحاد الدولي للدراجات (الإنجليزية)
- إيملي نيلسون على موقع أرشيف الدراجات (الإنجليزية)
- إيملي نيلسون على موقع إحصائيات الدراجات الإحترافية (الإنجليزية)
- إيملي نيلسون على موقع نسبة الدراجات (الإنجليزية)
- إيملي نيلسون على موقع CycleBase (الإنجليزية)